# Дрессировщик черепах
Дрессировщик черепах  (тур. Kaplumbağa Terbiyecisi) — картина Османа Хамди-Бея, созданная в 1906 и 1907 годах (два варианта). В 2004 году картина была продана за $3,5 м и в данный момент находится в музее Пера (Pera Museum) в Стамбуле.

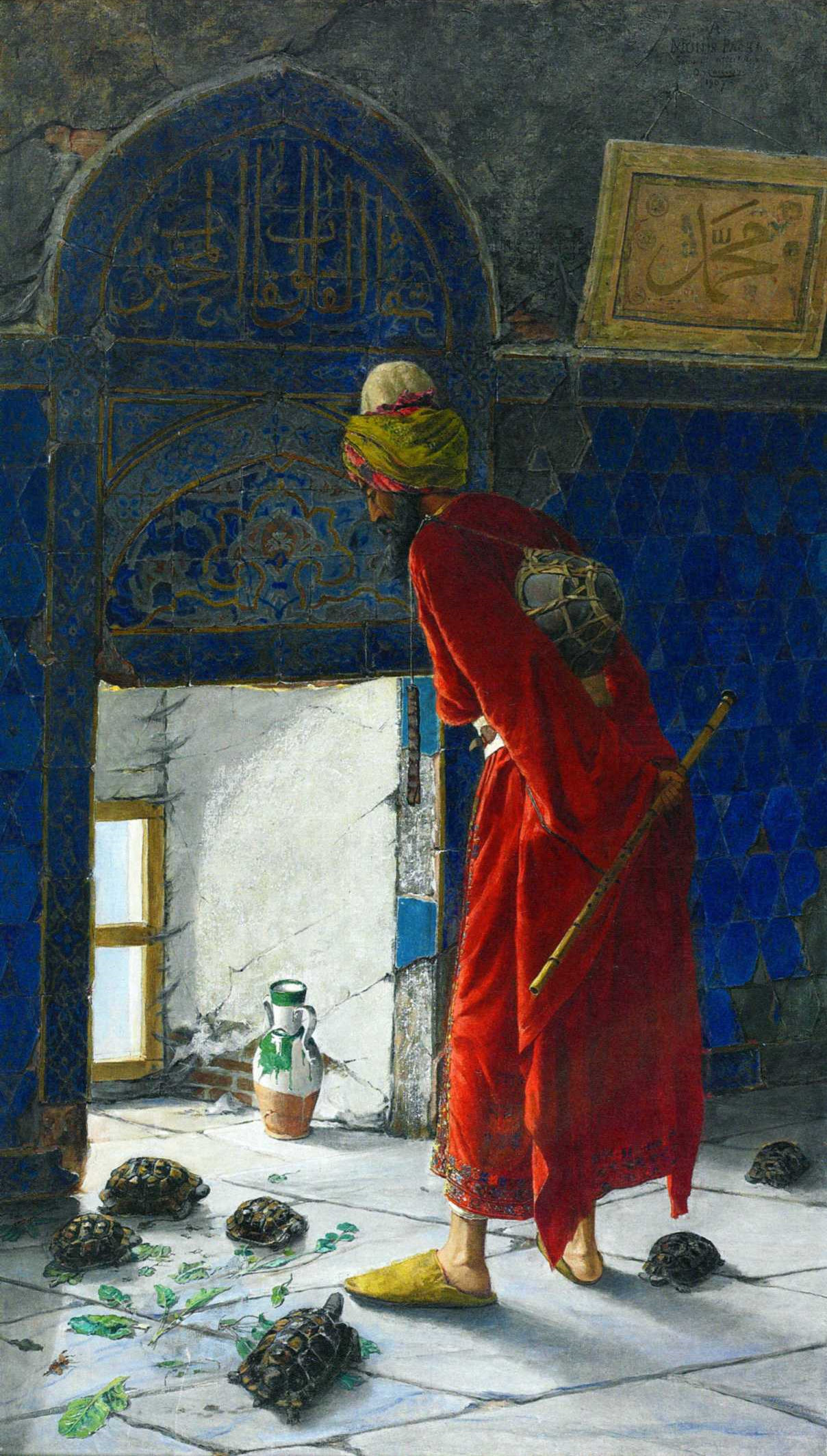
Вторая версия картины Дрессировщик черепах

В картине «Дрессировщик черепах» художник Осман Хамди Бей проводит сатирическую аналогию, сравнивая попытки дрессировки неуклюжих и медлительных черепах с медленными и неэффективными попытками реформирования Османской империи.
На картине изображён пожилой мужчина в традиционном османском религиозном костюме, который предшествовал ношению фески, в традиционном платье Западного стиля времён реформ Танзимата середины 19 века. Он стоит у низко расположенного окна с музыкальным инструментом най, который помогает ему в попытках дрессировки черепах, ползающих у его ног.

## Исторический контекст
Осман Хамди Бей создал картину в эпоху социальных и политических перемен (Первая Мировая война, распад Османской империи) в Османской империи. Реформы Султана Абдул-Хамида II оказались малоэффективными или были причиной дальнейших потрясений. Османская империя, которой на рубеже 20-го века все еще принадлежали часть Балканского полуострова, часть Северной Африки, Малая Азия и Леванта, большая часть Аравийского полуострова, находилась под серьёзной угрозой распада вследствие националистических движений на её территории и в результате вторжения иностранных держав. Всё это в конечном итоге привело к распаду империи после Первой Мировой Войны.
Художник в своей картине предвосхитил Младотурецкую революцию 1908 года, которая положила конец самодержавной власти султана, что подготовило почву для вступления Османской империи в Первую мировую войну на стороне центральных держав и последующего раздела Османской империи.

## Различия двух версий картин
Картины «Дрессировщик черепах» версий 1906 и 1907 годов несколько различаются. На второй версии картины изображено шесть черепах вместо пяти, как на первой, показан кувшин и вывеска на стене с надписью «Мухаммад» на арабском языке.
Первая версия картины Хамди была выставлена в Большом дворце в Парижском салоне 1906 года под названием «Человек с черепахами». Ранее она находилась в коллекции турецкого бизнесмена Эрола Аксоя. Она была продана за 3,5 миллиона долларов США в 2004 году и в настоящее время экспонируется в музее Пера в Стамбуле.
Вторая меньшая версия, посвященная тестю его ребенка Салиху Мюниру Паше, была завершена в 1907 году. Была куплена журналистом Эролом Симави в 1980-х годах и была выставлена в музее Сакыпа Сабанджи в 2009 году.
Обе картины были вдохновлены статьей, которую Хамди прочитал в журнале путешествий Le Tour du Monde несколько десятилетий назад. В ней описывались корейские дрессировщики черепах в Японии, которые обучали своих животных ходить шеренгами под ритм барабана.